# カル・スワン
カル・ノーマン・マーレイ・スワン（Kal Norman Murray Swan、1963年4月20日 - ）は、スコットランドのグラスゴー生まれのハードロックのボーカリスト。ホワイトスネイクのデイヴィッド・カヴァデールやシン・リジィのフィル・ライノットに強い影響を受けるシンガー。
タイタン、ライオン、バッド・ムーン・ライジングでの活動で知られる。

## 略歴
1980年代、ロサンゼルスにて活動。元スティーラーのドラマーのマーク・エドワーズと共にギタリストのダグ・アルドリッチとベーシストのジェリー・ベストを加えライオンで活動。Dangerous AttractionとTrouble In Angel Cityのアルバムをリリースし、日本で人気を博した。
同バンドがマーク・エドワーズの事故で解散すると、ダグ・アルドリッチと共にバッド・ムーン・ライジングを1990年に結成。バッド・ムーン・ライジングは1998年解散。ダグ・アルドリッチの証言によると、バッド・ムーン・ライジング解散後は「音楽をやめた」ということである。

## ディスコグラフィ
主な参加バンドのアルバム

### タイタン
- 1985年 - Rough Justice

### ライオン
- 1986年 - Power Love
- 1987年 - Dangerous Attraction
- 1989年 - Trouble In Angel City

### バッド・ムーン・ライジング
- 1991年 - Full Moon Fever (Mini Album)
- 1991年 - Bad Moon Rising
- 1993年 - Blood
- 1993年 - Blood On The Streets (Mini Album)
- 1995年 - Opium For The Masses
- 1995年 - Moonchild (Single)
- 1995年 - Junkyard Haze (EP)
- 1999年 - Flames On The Moon
- 2005年 - Full Moon Collection

### ネクロノミコン(ゲーム)
- 1996年 - ネクロノミコン(セガサターン)(一部の曲で歌っている)